# 8mm-film

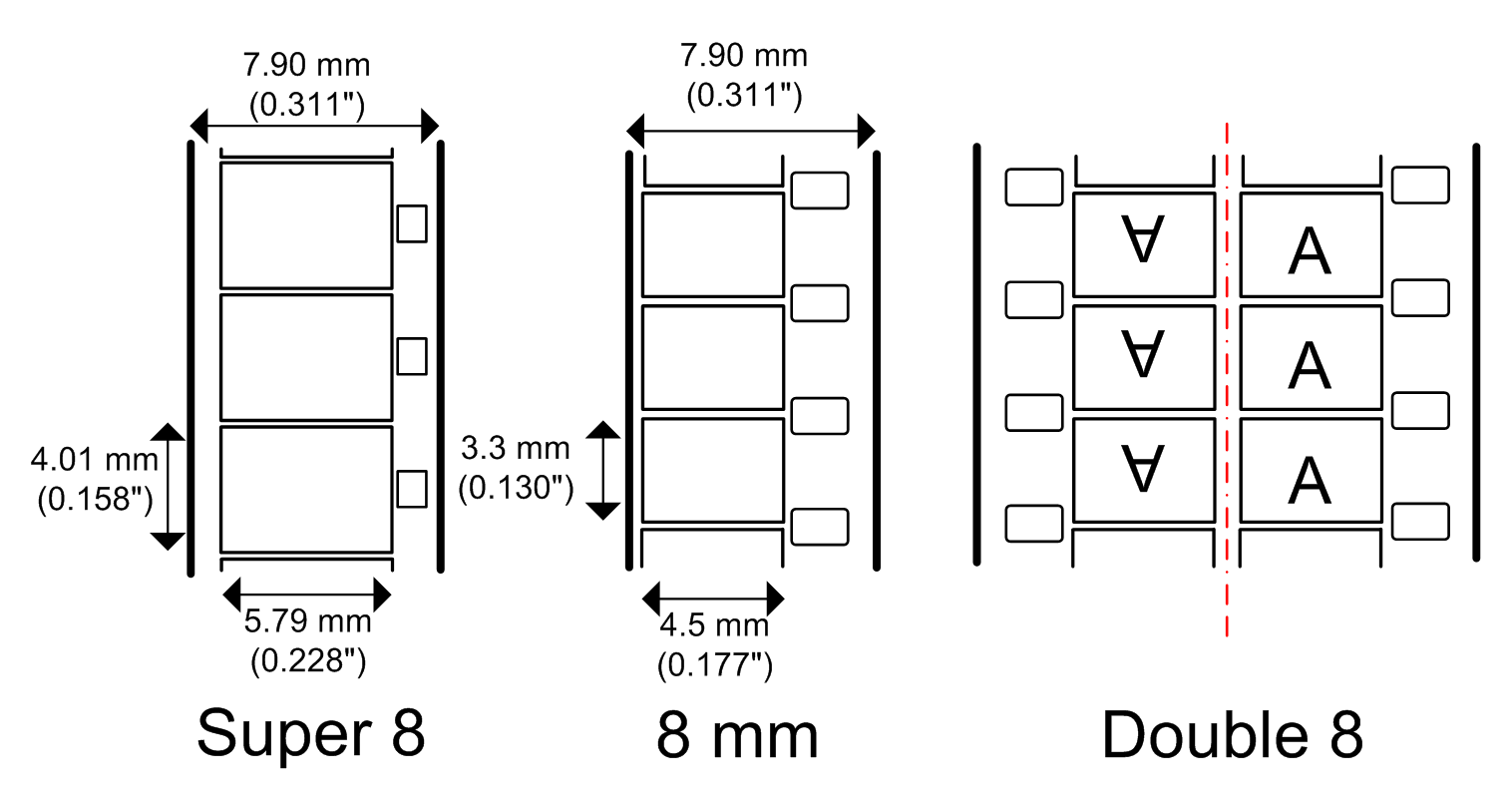
De versies naast elkaar

8mm-film of 8 mm is een (smal)filmformaat waarbij de filmstrook acht millimeter breed is.
8mm-film komt voor in drie versies:
- de normale of standaard-8mm, ook Dubbel 8 genoemd
- Super 8, een iets groter formaat met een verbeterde beeldprojectie, dat uiteindelijk de standaard werd voor smalfilm vanaf de jaren zeventig
- Single 8.

Het standaardformaat van de 8mm-film (Dubbel 8) werd ontwikkeld door het bedrijf Eastman Kodak tijdens de Grote Depressie en op de markt gebracht in 1932 om een amateurfilmformaat tot stand te brengen dat minder duur was dan 16mm-film. De filmspoelen bevatten eigenlijk een 16mm-film, doch met tweemaal zoveel perforaties langs elke rand als normale 16mm-film. De film werd bij opname slechts langs de helft van zijn breedte belicht.
De spoel wordt na het filmen van één kant omgekeerd om de andere kant op te nemen. Na het ontwikkelen wordt de film in de lengte doorgesneden en ontstaat een gewone 8mm-film. De beeldgrootte van 8 mm is 4,8 × 3,5 mm en 1 m film bevat 264 beelden. Normaal werkt Dubbel 8 met 16 beeldjes/seconde.
Met de Super 8 uit 1965 werd een filmstrook geïntroduceerd met een kleinere perforatie. Met dit systeem kwam amateurfilmen binnen het bereik van de grote massa. Kodak staakte de productie van de standaard-8mm-film begin jaren negentig, maar Super 8 wordt nog wel geproduceerd. Eind 2010 stopte het enige overgebleven Kodachrome-laboratorium in de wereld met het ontwikkelen van de Super 8-film.
Anno 2011 is Super8 een nog steeds veelgebruikt formaat voor hobbyisten en kunstenaars. Diverse privélaboratoria in Nederland en Duitsland ontwikkelen veelvuldig de nieuwe type films. Super 8 kan ook op een snelheid van 24 (of 25) beeldjes per seconde draaien. Het is ook beschikbaar met stripe, om geluid op te nemen. 
Het Nederlands Instituut voor Beeld en Geluid beheert de gehele collectie van het vroegere Smalfilmmuseum. Deze collectie is gedigitaliseerd en toegankelijk voor het publiek.